# Perfect Timing (Intro)
Perfect Timing (Intro) è un singolo del rapper canadese Nav e del produttore discografico statunitense Metro Boomin, pubblicato nel 2016.

## Video musicale
Il video musicale, della durata di 3:20, è stato pubblicato sul canale VEVO di Nav il 21 luglio 2017, diretto da Glenn Michael e Christo Anesti.

## Tracce
1. Perfect Timing (Intro) – 2:58

## Classifica
| Classifica (2017) | Posizione massima |
| ----------------- | ----------------- |
| Canada            | 89                |